# Mudcrutch
Mudcrutch est un groupe américain de country rock, fondé à Gainesville en Floride en 1970.
Groupe de jeunesse de Tom Petty, Mudcrutch est signé par Shelter Records en 1974, mais ne rencontre pas le succès escompté. Après la séparation du groupe en 1975, deux de ses membres, Benmont Tench et Mike Campbell, accompagnent Petty au sein de sa formation appelée The Heartbreakers.
Petty reforme Mudcrutch en 2007 ; ils sortent un album éponyme qui atteint la 8e place du Billboard 200 et la 25e place du Canadian Albums Chart. Il est suivi d'un EP de 4 titres enregistré en public.

## Histoire

### Années 1970
Mudcrutch est fondé par Tom Petty et Tom Leadon, deux amis d'enfance qui ont débuté la musique ensemble. Ils forment The Sundowners, ensuite rebaptisé The Epics, avant de fonder Mudcrutch,. Dans la formation originale, Petty tient la basse et Leadon joue de la guitare. Le groupe est également composé de Randall Marsh à la batterie et d'un second guitariste, Mike Campbell. Leadon quitte Mudcrutch dès 1972 pour s'installer en Californie, il est remplacé par Danny Roberts. La même année, le claviériste Benmont Tench commence à jouer régulièrement avec eux, avant de les rejoindre définitivement en 1974. Basé dans une ville étudiante, Mudcrutch a de nombreuses opportunités de se produire sur scène. Ils deviennent le groupe résident du Dub's, un bar dans lequel ils interprètent des reprises et quelques morceaux originaux six nuits par semaine.
Ils donnent de nombreux concerts, mais sortent seulement deux disques 45 tours. En 1973, Up in Mississippi (Tonight), avec en face B Cause Is Understood, est édité par le label Red Pepper. Le groupe devient l'un des plus populaires de la région, en 1974 Petty se rend à Los Angeles pour démarcher des maisons de disques. Il parvient à signer un contrat discographique avec le label Shelter Records. L'année suivante, ils enregistrent un nouveau 45-tours, Depot Street / Wild Eyes, qui ne rencontre aucun succès. Mudcrutch se sépare, et Tom Petty, dont le label a repéré le talent, signe un contrat d'artiste solo avec Shelter. Deux anciens membres de Mudcrutch, Benmont Tench et Mike Campbell, l'accompagnent dans sa nouvelle formation, baptisée Tom Petty and the Heartbreakers, dont le premier album sort en 1976,.
Après la séparation de Mudcrutch, Tom Leadon poursuit ses études et obtient un diplôme en électrotechnique. Il se consacre à l'enseignement. Randall Marsh joue dans plusieurs groupes et donne des cours de batterie. Ils restent en contact avec Petty, qu'ils rencontrent lorsque les Heartbreakers tournent dans leur région.

### Reformation
En août 2007, Tom Petty réunit les anciens membres de Mudcrutch dans sa propriété de Malibu. Interrogé sur ce qui l'a poussé à réunir son groupe de jeunesse après 32 ans de séparation, il déclare : « J'ai décidé de suivre mon instinct, qui m'a suggéré de prendre du bon temps » (« I decided to trust my gut instinct which told me, 'Do something fun.' »).
Après avoir répété quelques morceaux, ils décident de pousser l'expérience plus avant et d'enregistrer un album. Celui-ci est réalisé en l'espace de deux semaines, chaque chanson étant enregistrée en quelques prises. L'album, simplement intitulé Mudcrutch, sort en avril 2008. Il comprend 14 titres, des originaux écrits par Petty, ainsi que le classique country Six Days on the Road (en), déjà repris entre autres par The Flying Burrito Brothers, et une reprise de Lover of the Bayou des Byrds,.
L'album est édité en avril 2008, il se classe 8e du Billboard 200 et atteint la 25e place du Canadian Albums Chart. Mudcrutch donne plusieurs concerts en Californie, durant lesquels ils ne jouent aucun titre des Heartbreakers. Ils se produisent notamment au Fillmore de San Francisco. La même année sort Extended Play Live, un EP 4-titres enregistré en public durant la tournée promotionnelle de l'album studio.
Le 20 mai 2016 sort le deuxième album, Mudcrutch 2, composé de 11 titres. S'ensuit une tournée de 21 dates en mai et juin uniquement aux États-Unis. Le single I Forgive it All, écrit et composé par Tom Petty, fait l'objet d'un clip réalisé par Sean Penn et joué par Anthony Hopkins.

## Style musical
La formation originale est influencée par les groupes de la British Invasion mais s'intéresse également au country rock et au rock 'n' roll des années 1950.

## Discographie

### Singles
- Up in Mississippi (Tonight) (Red Pepper, 1973)
- Depot Street (Shelter Records, 1975)

### EP
- Extended Play Live (Reprise Records, 2008)

### Album
- Mudcrutch (Reprise Records, 2008)
- Mudcrutch 2 (Reprise Records, 2016)